# Gardena (Unternehmen)
Die Gardena GmbH ist ein Hersteller von Gartengeräten mit Hauptsitz in Ulm. Gardena gehört seit 2007 zum schwedischen Husqvarna-Konzern.

## Geschichte

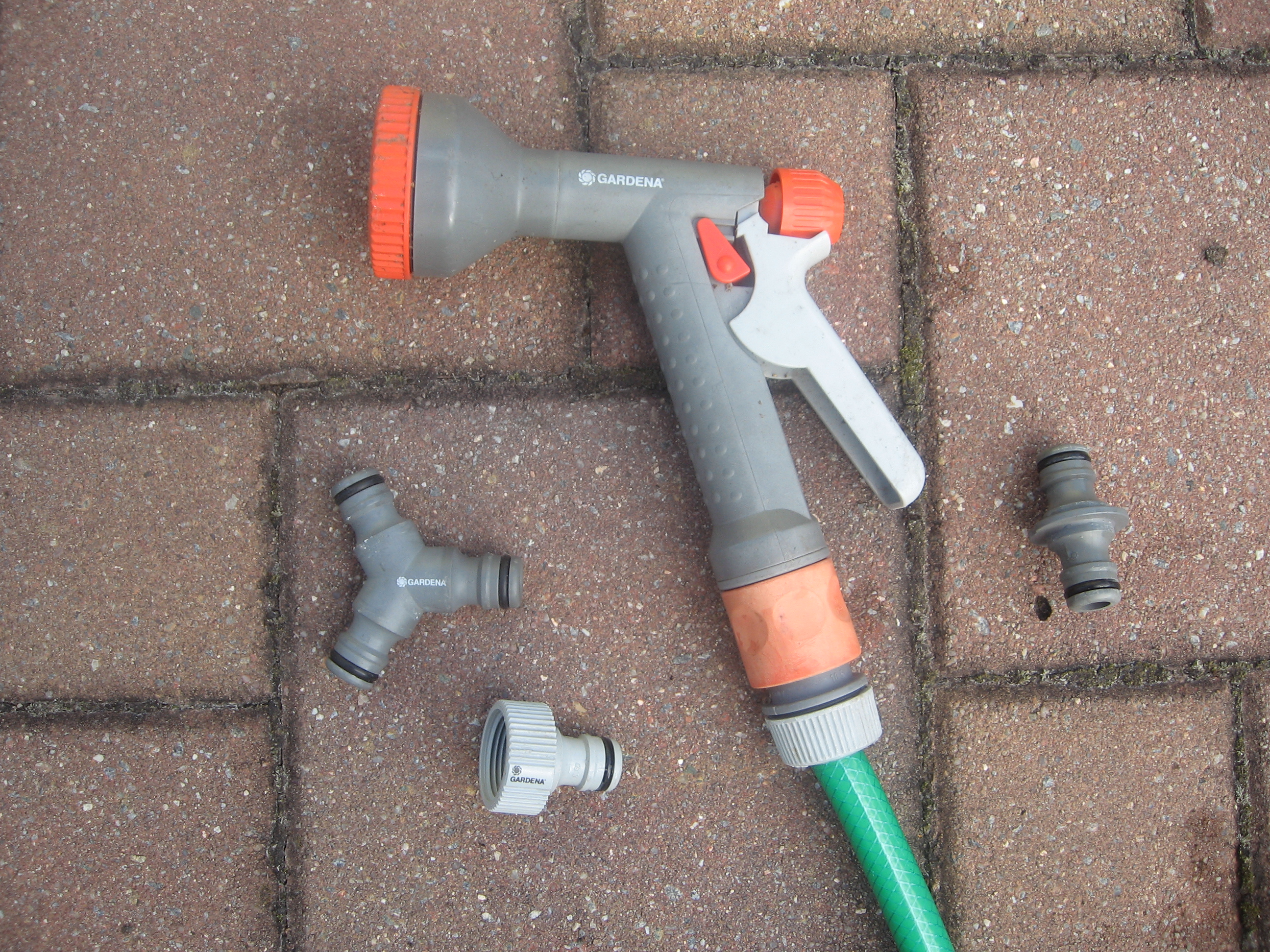
Brause und verschiedene Adapter für das Gardena-Stecksystem

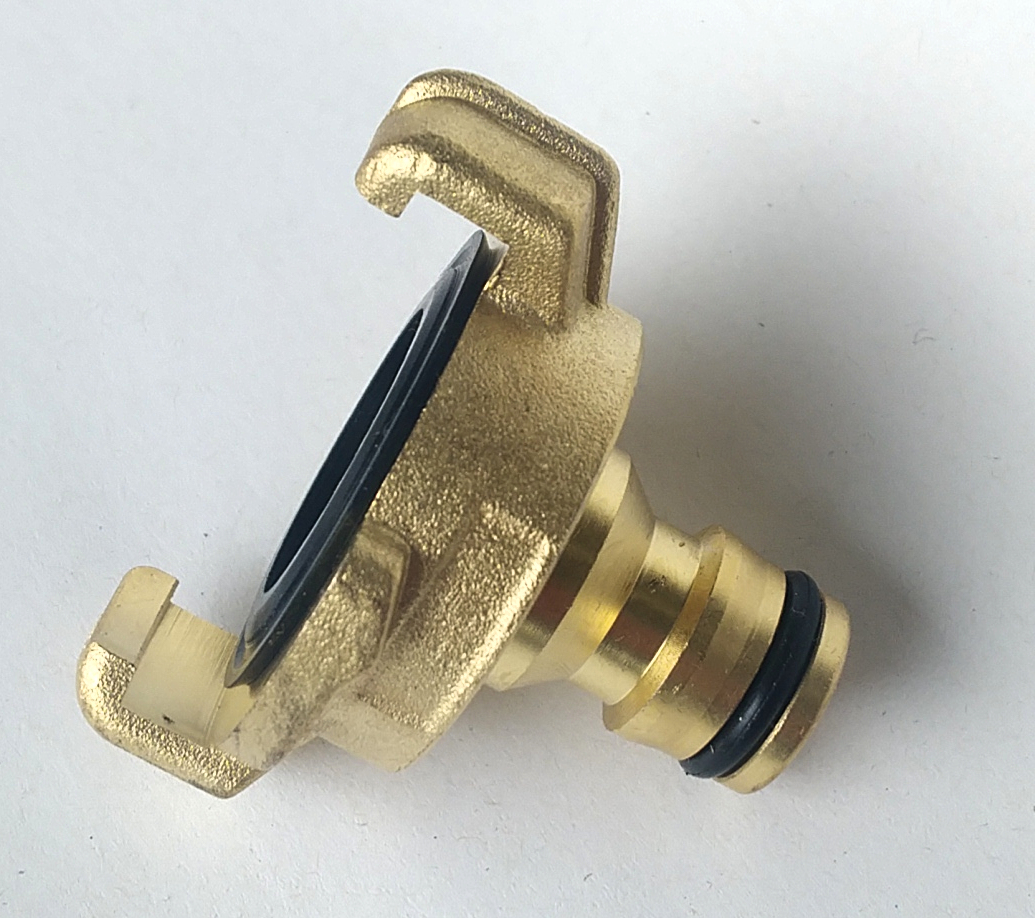
Schlauchkupplungsadapter für Klauenkupplung GEKA plus zu Gardena

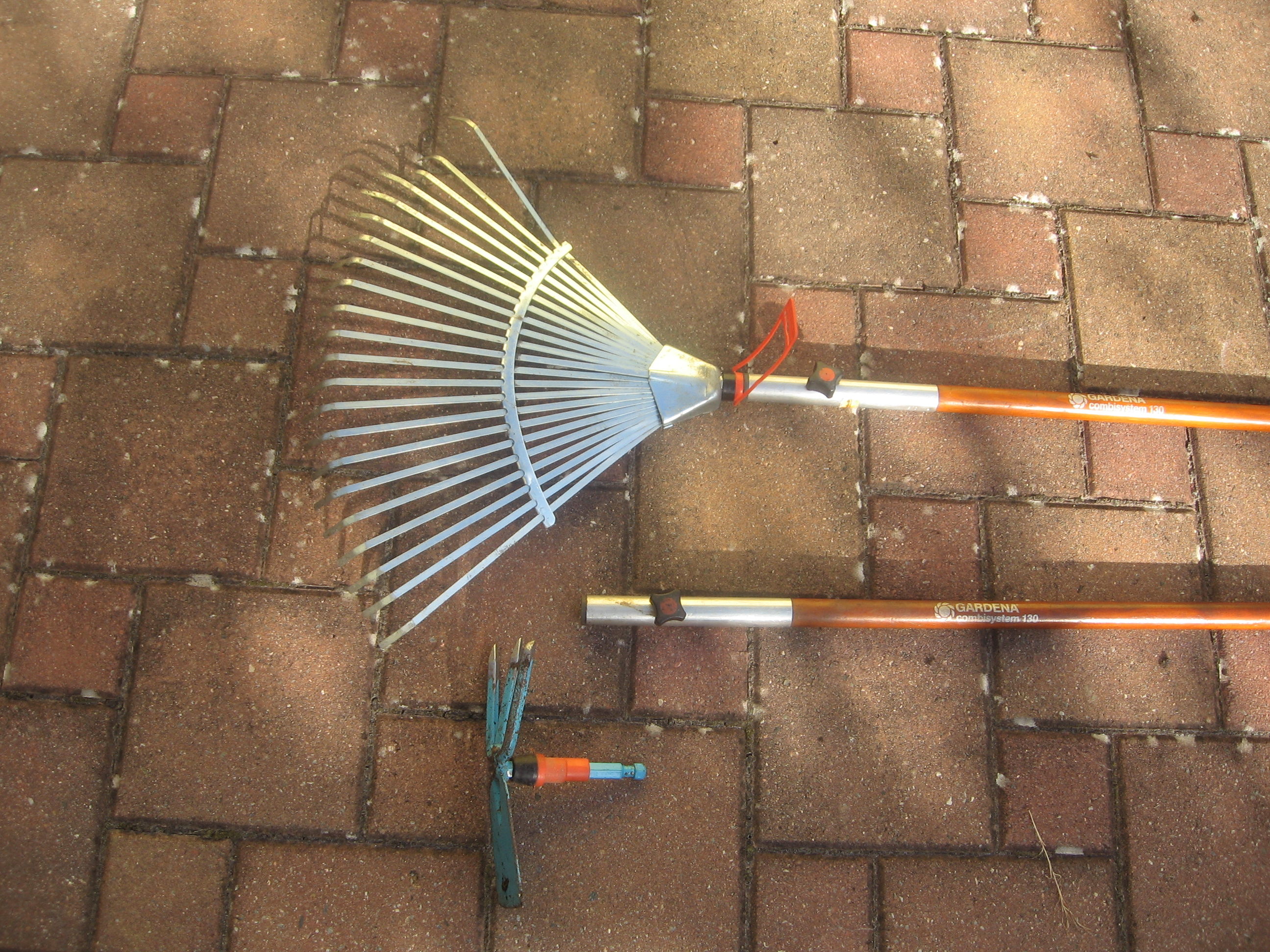
Stiel mit austauschbaren Gartengeräten

Im Jahr 1961 wurde die Firma Kress + Kastner GmbH von den Kaufleuten Werner Kress und Eberhard Kastner (1928–2004) gegründet. 1966 entstand der Markenname Gardena; das Unternehmen wurde in Gardena Kress + Kastner GmbH umfirmiert. 1968 wurde das Wasserschlauch-Stecksystem (Original GARDENA System) eingeführt. Die neuartige, patentierte Steckkupplung wurde Basis eines ganzen Systems von Gartengeräten. Vorteil des Systems ist, dass bei Undichtigkeiten lediglich die Gummi–O-Ringe ausgewechselt werden müssen.
1976 folgte die Wechselstiel-Verbindung GARDENA combisystem. Beides wurde von Dieter Raffler entworfen; Raffler war 20 Jahre für das Design der Gardena-Produkte verantwortlich. 1995 übernahm Gardena das Unternehmen adlus aus Illertissen.
Der Börsengang als Gardena Holding AG erfolgte 1996;  Gardena wurde 1999 von den Gründerfamilien an die schwedische Private-Equity-Gesellschaft Industri Kapital verkauft, 2003 erfolgte dann das Delisting der Gardena-Aktien und die Umfirmierung in Gardena AG. Gardena baut die Fertigungsmaschinen während der Produktentwicklung selbst.
2007 veräußerte Industri Kapital Gardena für 730 Millionen Euro an Husqvarna. Die AG wurde wieder zur GmbH umgewandelt.
Seit 2015 wird die Gardena Division als weitgehend unabhängige Unternehmenssparte des Konzerns geführt.

## Tochterunternehmen
Tochterunternehmen sind unter anderem die Gardena Manufacturing GmbH in Ulm (mit produzierenden Werken in Deutschland), die Husqvarna Manufacturing CZ s.r.o (bis 2011 Advanced Plastics s.r.o.), Vrbno pod Pradědem (mit Werken in Tschechien), die Husqvarna Logistics GmbH (vormals hortus GmbH) sowie die Gardena Deutschland GmbH in Ulm (zuständig für den Vertrieb in Deutschland). In vielen weiteren Ländern wird Gardena durch die jeweiligen Vertriebsgesellschaften der Husqvarna-Gruppe vertreten.
Ende Oktober 2021 hat Husqvarna mitgeteilt, die US-amerikanische Orbit Irrigation für 480 Mio. Euro erworben zu haben. Orbit produziert mit 300 Mitarbeitern Bewässerungsanlagen für private Anwender. Es wird ein Umsatz von 320 Mio. US-Dollar realisiert. Verkäuferin ist Platinum Equity. Die Produkte von Orbit werden zukünftig über die Vertriebsorganisation von Gardena verkauft.